# ۶۶۱ (قمری)
۶۶۱ (قمری)، ششصد و شصت و یکمین سال در گاهشماری هجری قمری است. اول محرم این سال برابر با پانزدهم نوامبر سال ۱۲۶۲ میلادی است.